# Cusco FC
Cusco FC, bis 2019 Real Garcilaso, ist ein Fußballverein aus Cusco in Peru. Der Klub wurde am 16. Juli 2009 gegründet und spielt aktuell in der Primera División, der höchsten peruanischen Fußballliga.

## Geschichte
Nach seiner Gründung durch ehemalige Schüler der Schule Inca Garcilaso de la Vega, im Jahr 2009, nahm der Verein 2009 am Spielbetrieb der 2. Liga der Stadt Cusco teil. Nach der Meisterschaft im gleichen Jahr, stieg der Verein in die 1. Liga der Stadt und Region Cusco auf. Im Jahr 2010 wurde Real Garcilaso, wie der Verein in seinen Anfangsjahren hieß, sowohl Stadt- als auch Regionalmeister der 1. Liga von Cusco und nahm daraufhin automatisch an der Copa Perú teil, deren Sieger direkt in die Primera División Peruana aufsteigt. Dort musste man sich aber Sportivo Huracán aus Arequipa geschlagen geben, und die Träume vom direkten Aufstieg in die höchste Spielklasse Perus begraben.
2011 gelang es Cusco FC seinen Titel als Stadt- und Regionalmeister von Cusco zu verteidigen und sich dadurch wieder für die Copa Perú zu qualifizieren. In der 1. Runde bezwang Cusco den Klub Unión Minas de Orcopampa durch ein 0:0 in Orcopampa und ein entscheidendes 4:2 zuhause in Cusco. In der 2. Runde kam es zur Revanche gegen das Team von Sportivo Huracán, gegen welches man im Jahr zuvor noch ausgeschieden war. Nach einem 3:0 in Cusco, verlor man zwar 0:2 in Arequipa, dennoch qualifizierte sich Cusco aufgrund des besseren Torverhältnisses für das Halbfinale. Im Halbfinale bezwang das Team Alianza Universidad knapp mit einem 2:0 in Cusco, wodurch die 3:2-Auswärtsniederlage keinen Einfluss auf die Endspielteilnahme mehr hatte. Durch ein 3:1 im heimischen Cusco genügte eine 0:1-Auswärtsniederlage in Lima gegen den Klub Pacífico FC zum erstmaligen Aufstieg in die höchste peruanische Fußballliga.